# またぞろ。
『またぞろ。』（英:YET AGAIN GIRLS COMEDY）は、幌田による日本の4コマ漫画。『まんがタイムきららキャラット』（芳文社）にて、2019年12月号から隔月で4度のゲスト掲載の後、2020年8月号から2023年9月号にかけて連載された。留年により2度目の高校1年生を送ることになった3人と新入生1人による4人組の日々の模様を描いた作品で、単行本1巻の作品紹介で用いられたフレーズは「人間へたくそ青春コメディ」。「次にくるマンガ大賞」コミックス部門に2021年、2022年と二度ノミネートされた。

## あらすじ
生活能力の低さから高校入学1ヶ月で不登校となり、出席日数不足で留年が決まった主人公・穂波殊。それぞれの理由で同じく留年することになった広幡詩季、六角巴に、巴を慕う新入生の阿野楓を加えた3人に囲まれながら、殊は2度目の高校1年生を送り始めるのだった。

## 登場人物

### 1年E組
穂波 殊（ほなみ こと）
誕生日：5月6日 / 身長：145cm / 血液型：A型 / 出席番号：30番
本作の主人公。四辻󠄀女子高等学校1年生（2回目）。「人間が下手くそ」と自称する生活能力の無さから入学1ヶ月で不登校になり留年した。性格は自虐的で、3人の中でも最も留年生であることを気にしている。さらに生活態度も無気力でかつあらゆることにも消極的。とくに趣味は無く服装なども自分で選んだことがほとんどなく、部屋のなかにあるものの八割が他人に選んで貰ったものである。不登校中に飼い猫の「ツネさん」に話しかけていたことで敬語が染み付き、誰に対しても敬語を用いる。
家庭は放任主義的で両親も共働きであることもあって帰りが遅く鍵っ子として育った。幼少期から麻里矢に身の回りの世話を焼いてもらっていたが、中学卒業を機に麻里矢との交流を断って以来「人に頼ってばかりじゃないしっかりした人間になる」ことを決意したが、結局一人で何もできないことに嫌気が差し不登校になった末に留年して現状に至る。
小食で胃下垂だが朝ご飯はしっかり食べたいと考えている。好きな食べ物は雑炊と加熱したリンゴ。嫌いな食べ物は根菜全般とセロリ。中間試験の平均点は66点であり赤点を一つも取ることがない程度の成績。
文化祭においては、2学期初日の係決めの時に寝不足で倒れていた間に文化祭実行委員の楓によって「無職」に決められてしまう。かつては「天使ちゃん」と呼ばれるほどにいつも笑顔で溢れている子で麻里矢から憧れの目を向けられていた。
広幡 詩季（ひろはた しき）
誕生日：7月4日 / 身長：152cm / 血液型：A型 / 出席番号：29番
高校1年生（2回目）。体が弱く、病欠や入院を繰り返していたことで留年した。病気の経過そのものは順調で現在は成績も出席も優等生。病気を患っていたこともあってか元々食が細かったが段々食べられるようになってきており、身体測定の場でも体重が増えたことを喜んでいた。心優しい性格で、毎朝のモーニングコールなど生活能力の低い殊の世話を焼いている。
両親と祖父母、大学生の姉（日詠）と同居しており家族仲は良く、とくに姉からは過保護と言って良いほど溺愛されている。家族だけでなく友達にも病気のことを気遣われながらも優しく接してもらっていた。そのおかげで今の自分があると語る人格者で、廊下にこぼれている飲料水を自ら拭き取るほどの善良さから、「人間が出来すぎている」「本当に人間か？」と留年仲間たちに評されている。
病気のため友達と外で遊ぶことができなかったこともあって、ゲームをはじめとした一人遊びが得意で腕前はかなりのもの。昼には姉のつくった弁当を食べているが、デザインや味にも凝っている代物で殊に褒められるほど。食べ物の好き嫌いはないが、病院食には戻りたくないと思っている。
文化祭では、C組の衣装の子と仲良くなっており、生地をもらっていた。
六角 巴（むすみ ともえ）
誕生日：11月26日 / 身長：163cm / 血液型：AB型 / 出席番号：33番
高校1年生（2回目）。高校生にしてプロの写真家として収入を得ており、そちらの活動に集中するあまり留年した。殊とは2年続けてのクラスメイト。男口調で話し、サバサバとした性格をしているが、面倒見は悪くない。
自分の興味のあること以外に関心が薄く、とくに人間関係をぞんざいに扱う傾向にある。勢いが大事といっては仕事を理由にして気まぐれに早退や欠席をすることが多く、それが留年の一因にもなっている。知らない街に適当に行って適当に散歩するのが好きで、時折フラっと穴場の店などに入ったりすることがある。成績は詩季ほどではないが優秀で人間関係も留年したにもかかわらず元クラスメイトたちに人気があったり、貴子や充希との関係が続いていたりと悪くない。
現在は関西で別居している大学教授の父と家を空けがちでなかなか帰ってこないアパレルデザイナーの母の間に生まれた一人娘。小学3年生の時に関西から母と東京に引っ越してきた。身につけるものは基本モノトーンで音楽の趣味は悪い 。かなりの偏食家で好きなものよりも嫌いなものの方が圧倒的に多く特に野菜が苦手。学内でも焼きそばパンしか食べないほど。
阿野 楓（あの かえで）
誕生日：12月28日 / 身長：148cm / 血液型：O型 / 出席番号：1番
高校1年生（1回目）。明るくハイテンションな性格で、年上の殊らにも一切遠慮することなく接する。そのためか顔が広く上級生にもツテを持っている。そのコミュ力の賜物なのか文化祭では実行委員を務めていた。反面、勉強が好きではなく勉強会になるとすぐサボろうとする上に、軽はずみな言動や行動が目立つ側面もある。高校入学以前から巴を慕っているが、巴本人はその経緯に心当たりがなく、入学式では初対面だと思われていたが、実は去年の文化祭の時に巴と出会っていたことが発覚する。巴との出逢いは去年の文化祭で友達と四辻󠄀女子を見学してた際に迷子になった時に、文化祭をサボった巴がカレー屋に行くところまでついてきたことがきっかけ。受験を控えていた自分の進路に迷っていたところを巴に相談した答えに感銘を受け、苦手な勉強を頑張り四辻󠄀女子に進学することができた。遅刻癖があるうえ成績も芳しくなく、担任の竹屋からは留年も危惧されている。
実家は地域密着型の不動産会社を経営しており、歳の離れた兄がいるがすでに自立しており、会っても会話がない程度には仲も良くない。40分ぐらいかけて電車通学している。趣味はアイドルとダンスで、服はスポーツMIX系を着ることが多い。好物はスイーツ全般、カニカマとラザニア。嫌いな物はナスとピーマン。
竹屋 桂花（たけや けいか）
誕生日：11月2日 / 身長：163cm / 血液型：O型 / 出身地：群馬県
1年E組の担任を務める2年目の女性教師。教科担当は現代文。最終学歴は四辻󠄀女子大学文学部日本文学科卒業。留年生の3人が学校生活をつつがなく送れるよう気をもみながら、楓の留年の可能性にも頭を悩ませている。夏休みに入る前の最後のホームルームにて、殊たちに二学期も絶対に学校に来るよう釘を刺している。不安が顔に出やすく生徒から逆に心配されることが多いのに加えて、メンタルが体調に影響するタイプで、殊、詩季、楓の3人が学校に来なかった時は過呼吸になってしまった。仕事を終えて夜遅く帰宅したあとはコンビニ弁当とビールと発泡酒で晩餐し、アニメを観ながら「現実もこんなだったらいいのになあ」と教師の大変さに涙を浮かべている。
あだ名は竹ちゃん。趣味はお酒と読書だったが、教師となって以降お酒はコンビニの安酒しか飲まなくなり、複雑な人間関係を見るのが辛くなって読書ではなく前述のようにあまり難しくないアニメばかり見ている。好きな食べ物は味噌汁とチータラ。苦手な食べ物はゴーヤ。好きな飲み物（酒）はジンバック。

### 2年B組
葉室 貴子（はむろ たかこ）
誕生日：8月12日 / 身長：159cm / 血液型：A型
殊、巴の昨年のクラスメイトで小学校3年からの巴の友人。巴や充希からは「ハムちゃん」と呼ばれるが本人はあまり気に入っていない。留年が決まった際に「毎日会いに行ってもいい」と約束しながら、滅多に顔を見せない巴に不満を募らせている。巴とは長い付き合いなこともあって、その性格に対する理解が深いと同時に心配している。とくに巴が学校に来なくなった時には心配のあまり熱を出して一週間寝込んでしまったことがある。同じように留年した殊のことは巴以上に思いやってるところがあり、留年してでも一年頑張ろうとしている彼女のことを立派だと評価した。クラスでの存在感は平凡だったが巴が留年して以降はなぜか話しかけられることが増えている模様。
両親と柴犬と同居しており家族関係は普通だが、高校生までスマホを持たせて貰えなかったことを根に持っている。祖父は「葉室空手会館」を運営している空手家で、自身も祖父の空手会館に中学生まで通っており、関東大会で組手一回戦に進むほどの実力はある。趣味はスポーツ観戦と音楽鑑賞で、高校進学を機にアコースティックギターを買ったが1ヶ月で飽きて弾かなくなった。好きな食べ物は生姜焼き。嫌いなものはピクルス。かつてはトマトも苦手だったようだが食べられるようになってきた。
芝山 充希（しばやま みつき）
誕生日：1月16日 / 身長：180cm / 血液型：B型
殊、巴、貴子の昨年のクラスメイトで中学1年からの巴の友人。巴や貴子には芝やんと呼んで欲しいが当の二人には拒否されている。おっとりした天然ボケな性格で、そのマイペースさから巴と馬が合い、貴子からは二人まとめてツッコミを入れられることもしばしば。180cmの長身だが運動が得意でなく、部活動は美術部。小中と終わらない成長痛に耐えていた為無表情が癖になっている。長身と無表情が災いしてか当初はかなり近づきにくい雰囲気ではあったが、持ち前の天然ボケとマイペースさ故なのか巴の留年後はマスコット的な存在になりつつある。色々なものを常に持ち歩いていて、どこからともなく取り出してみせる。
3人姉妹の長女で、かなり多趣味。美術部に入った理由は「なんでもあったから」。好きな食べ物は寿司。苦手な食べ物は豆腐。

### その他の登場人物
堤 麻里矢（つつみ まりや）
誕生日：9月9日 / 身長：161cm / 血液型：O型
殊の幼馴染。城丘学院高校2年F組。幼稚園の頃から中学卒業まで殊の身の回りの世話を焼いていたが、高校受験で同じ学校に合格しなかったことをきっかけに「まりやちゃんが居るとつい甘えちゃう」「2年間一人で頑張って、同じ目線でおんなじ大学を受験する」と決意した殊の意を汲んで「高校入学から2年間、偶然会った時以外は連絡を取らない」ことを約束する。以来、殊とは一切の交流を断っていたが（麻里矢にとって）高校2年の夏に道端で再会し、殊が留年したことを知る。
表向きは溌剌としているが、有無を言わさぬ威圧感を発したり一方的にまくし立てたりと人の話を聞かない一面があり、他人と打ち解けやすい楓が怯えてすくみ上がり、優しい詩季ですら唖然としてしまうほど。
外資系に勤める父と専業主婦の母との仲は良く、日曜の朝は家族揃って教会に行く。幼少期から要領がよく、勉強も得意で予備校に特待生入学するほど。好きな科目は英語と国語。学校では男女問わず誰にでも分け隔て無く接しており、さらに聡明さや器用さも相まってか高嶺の花扱いを受けている。特技は母から習ったピアノ。好きな食べ物はチョコ、トマト、いちご。苦手な食べ物は特にない。
殊と再会して以降は性格が変化してしまった殊をうまく受け入れられずに思い悩みながらも、彼女の幸せを人一倍祈りながら行動していた。そして、殊の世話を焼きすぎてダメにしてしまった責任を感じて「ことちゃんしっかり大作戦」を実行に移したものの結局上手くいかずに失敗。自身の期待に応えられなかった殊を嫌いになれずに「親友」と呼び続けた。
広幡 日詠（ひろはた ひよみ）
詩季の姉で女子大生。長い闘病生活から快復し、日常生活を取り戻しつつある妹の詩季を過保護と言って良いほどに溺愛している。だが、詩季のことを思いやるあまり過干渉になることもあり、詩季に反発されることもある。その一方、詩季のことを傷つけたと感じた時は平身低頭になって謝罪していた。殊の家にお泊まりを兼ねて家出した詩季を迎えにきた時に殊と邂逅を果たすが、その印象から「気に食わないなあ」と漏らした。
ツネ
殊の飼い猫。黒猫。猫のことを人間より上位だと考える殊からは常に敬語で話しかけられ、「生き物として格が違う」とまで言われている。

## 書誌情報
- 幌田『またぞろ。』芳文社〈まんがタイムKRコミックス〉、全3巻[51]
  1. 2021年4月27日発売[52]、ISBN 978-4-8322-7274-3
  2. 2022年6月27日発売[53]、ISBN 978-4-8322-7374-0
  3. 2023年8月25日発売、ISBN 978-4-8322-7479-2